# Эгген, Олин
Олин Джеук Эгген (англ. Olin Jeuck Eggen; 9 июля 1919 — 2 октября 1998) — американский астроном.

## Биография
Окончил университет Висконсин-Мадисон  в 1940 году.
Во время Второй мировой войны служил в Управлении стратегических служб (OSS), после войны вернулся в университет и в 1948 году получил степень доктора философии (Ph.D) по астрофизике.
Олин Эгген известен как один из лучших астрономов-наблюдателей своего времени. В 1962 году совместно с Дональдом Линден-Беллом и Алланом Сэндиджем предположил впервые, что Млечный Путь образовался из сколлапсировавшегося газового облака. Он первым ввёл общепринятое теперь понятие движущейся группы звёзд (т. н. летящие группы Эггена).
После его смерти было установлено, что Эгген владел историческими документами, которые пропали бесследно из Королевской Гринвичской Обсерватории, где он работал ассистентом в 1956—1961 годах, включая и документы, посвящённые открытию планеты Нептун. Во время своей жизни он всегда отрицал, что был причастен к краже этих бумаг.